# Paul Haggis
Paul Edward Haggis (London, Ontario; 10 de marzo de 1953) es un guionista y director de cine canadiense. Sus trabajos como guionista incluyen Million Dollar Baby (2004) En el valle de Elah (2007) o la miniserie Show Me a Hero (2015).

## Vida personal
En 2009 abandona la Iglesia de la Cienciología porque ésta no aprueba el matrimonio entre homosexuales.
En enero de 2018 cuatro mujeres le acusaron de agresiones sexuales que van desde episodio de acoso hasta violaciones. La primera demanda la interpuso la publicista Haleigh Breest quien aseguró que Haggis la violó en 2013. El guionista negó los hechos y presentó una demanda contra Breest al sostener que la presunta víctima le había exigido supuestamente 9 millones de dólares para solucionar el caso, circunstancia que él interpretó como intento de extorsión. El 5 de enero el diario Los Ángeles Times informó que tres mujeres que mantuvieron su nombre bajo anonimato añadieron sus alegaciones a la demanda.
Finalmente, tras varias demandas, en la noche del 18 de junio de 2022, fue arrestado por un abuso sexual de la que obligó presuntamente a una mujer extranjera a mantener relaciones sexuales durante dos días y después la abandonó.

## Premios y nominaciones
Premios Óscar
| Año  | Categoría            | Película              | Resultado |
| ---- | -------------------- | --------------------- | --------- |
| 2005 | Mejor guion adaptado | Million Dollar Baby   | Nominado  |
| 2006 | Mejor película       | Crash                 | Ganador   |
| 2006 | Mejor director       | Crash                 | Nominado  |
| 2006 | Mejor guion original | Crash                 | Ganador   |
| 2007 | Mejor guion original | Cartas desde Iwo Jima | Nominado  |

Premios Globo de Oro
| Año  | Categoría                   | Película | Resultado |
| ---- | --------------------------- | -------- | --------- |
| 2005 | Globo de Oro al mejor guion | Crash    | Nominado  |

BAFTA
| Año  | Categoría                     | Película      | Resultado |
| ---- | ----------------------------- | ------------- | --------- |
| 2006 | BAFTA al mejor guion adaptado | Casino Royale | Nominado  |
| 2005 | BAFTA a la mejor película     | Crash         | Nominado  |
| 2005 | BAFTA al mejor director       | Crash         | Nominado  |
| 2005 | BAFTA al mejor guion original | Crash         | Ganador   |

Festival Internacional de Cine de Venecia
| Año  | Categoría     | Película              | Resultado |
| ---- | ------------- | --------------------- | --------- |
| 2007 | Premio SIGNIS | In the Valley of Elah | Ganador   |

## Filmografía

### Cine
| Año  | Título                      | Director | Guionista | Productor |
| ---- | --------------------------- | -------- | --------- | --------- |
| 1993 | Red hot                     | ✓        | ✓         |           |
| 2004 | Crash                       | ✓        | ✓         | ✓         |
| 2004 | Million Dollar Baby         |          | ✓         | ✓         |
| 2006 | The Last Kiss               |          | ✓         |           |
| 2006 | Banderas de nuestros padres |          | ✓         |           |
| 2006 | Casino Royale               |          | ✓         |           |
| 2006 | Cartas desde Iwo Jima       |          | ✓         | ✓         |
| 2007 | En el valle de Elah         | ✓        | ✓         | ✓         |
| 2008 | Quantum of Solace           |          | ✓         |           |
| 2010 | The Next Three Days         | ✓        | ✓         | ✓         |
| 2013 | Third Person                | ✓        | ✓         |           |
| 2018 | 5B (documental)             | ✓        |           | ✓         |

### Series de TV
| Año       | Título                                               | Director        | Guionista         |
| --------- | ---------------------------------------------------- | --------------- | ----------------- |
| 1980      | The Plastic Man Comedy/Adventure Show                |                 | ✓ (3 capítulos)   |
| 1980      | Isidoro                                              |                 | ✓                 |
| 1980      | Ri¢hie Ri¢h                                          |                 | ✓ (1 capítulo)    |
| 1980/1981 | The Ri¢hie Ri¢h/Scooby-Doo Show                      |                 | ✓ (21 capítulos)  |
| 1981      | The Fonz and the Happy Days Gang                     |                 | ✓ (1 capítulo)    |
| 1981      | The Love Boat                                        |                 | ✓ (1 capítulo)    |
| 1982      | Mr. Merlin                                           |                 | ✓ (1 capítulo)    |
| 1982      | The Scooby and Scrappy-Doo Puppy Hour                |                 | ✓ (1 capítulo)    |
| 1982      | The Puppy's Further Adventures                       |                 | ✓ (1 capítulo)    |
| 1982/1983 | Diff'rent Strokes                                    |                 | ✓ (4 capítulos)   |
| 1982/1986 | The Facts of Life                                    |                 | ✓ (13 capítulos)  |
| 1983/1984 | One Day at a Time                                    |                 | ✓ (3 capítulos)   |
| 1986      | Who's the Boss?                                      |                 | ✓ (1 capítulo)    |
| 1987      | Together We Stand                                    |                 | ✓ (1 capítulo)    |
| 1987      | Disneyland                                           |                 | ✓ (1 capítulo)    |
| 1987/1988 | Thirtysomething                                      |                 | ✓ (3 capítulos)   |
| 1989      | FM                                                   |                 | ✓ (1 capítulo)    |
| 1989      | El show de Tracey Ullman                             |                 | ✓ (1 capítulo)    |
| 1990      | City                                                 |                 | ✓ (13 capítulos)  |
| 1990/1991 | You take the kids                                    | ✓ (1 capítulo)  | ✓ (3 capítulos)   |
| 1993/2001 | Walker, Texas Ranger                                 |                 | ✓ (196 capítulos) |
| 1994      | L. A. Law                                            |                 | ✓ (4 capítulos)   |
| 1994/1999 | Due South                                            | ✓ (3 capítulos) | ✓ (67 capítulos)  |
| 1996/1997 | EZ Streets                                           | ✓ (1 capítulo)  | ✓ (12 capítulos)  |
| 1997      | Michael Hayes                                        |                 | ✓ (creador)       |
| 1998      | Ghost of a Chance (película de TV)                   |                 | ✓                 |
| 1999/2002 | Family Law                                           | ✓ (5 capítulos) | ✓ (68 capítulos)  |
| 2003      | Mister Sterling                                      |                 | ✓ (3 capítulos)   |
| 2005      | Walker, Texas Ranger: Trial by Fire (película de TV) |                 | ✓                 |
| 2007      | The Black Donnellys                                  | ✓ (2 capítulos) | ✓ (13 capítulos)  |
| 2008      | Speechless (película de TV)                          |                 | ✓                 |
| 2015      | Show Me a Hero (miniserie de TV)                     | ✓ (6 capítulos) |                   |
| 2017      | Shelter (película de TV)                             |                 | ✓                 |
| 2021/2022 | Walker                                               |                 | ✓ (45 capítulos)  |